# A biotechnológia kronológiája

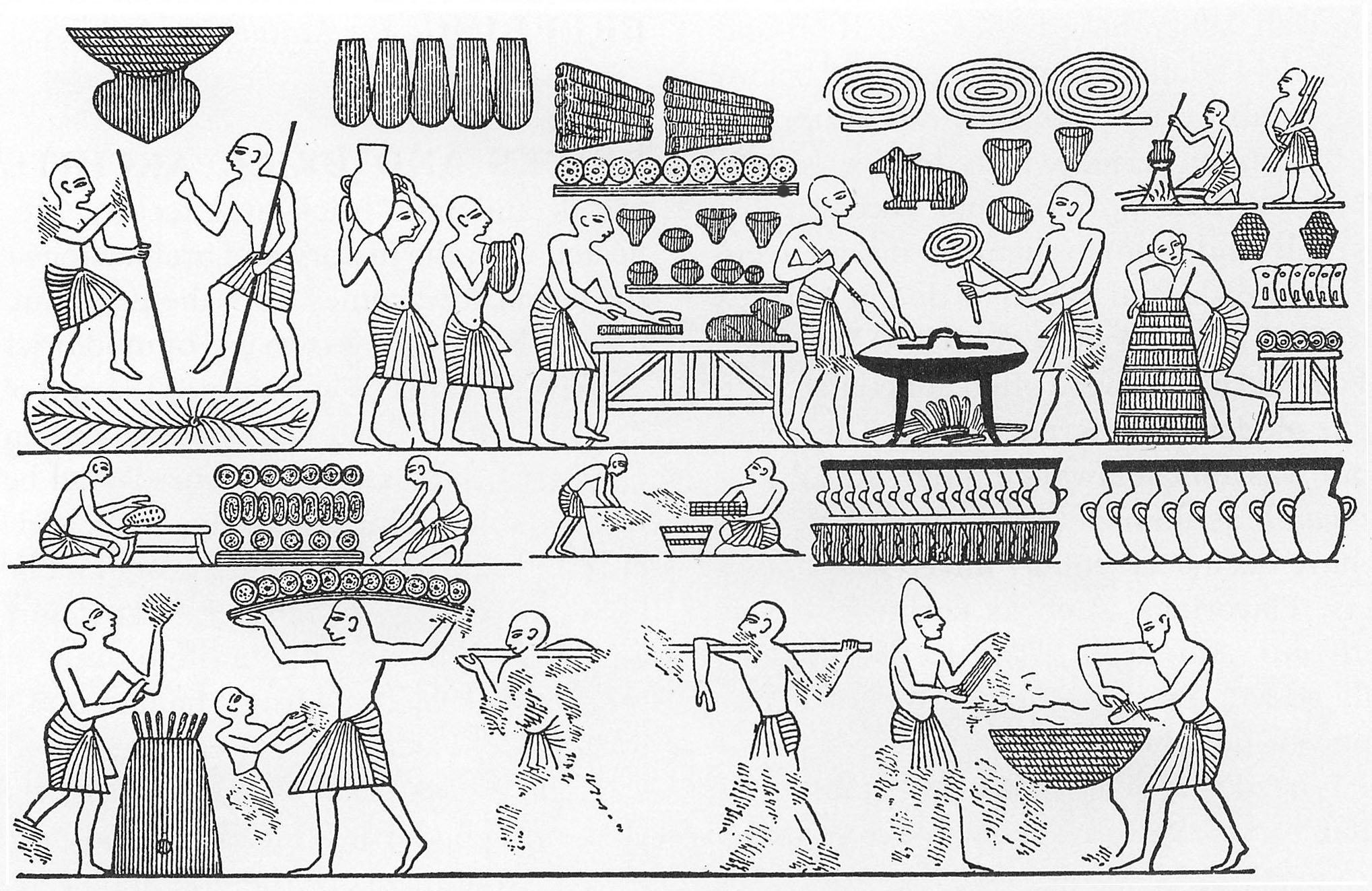
Különböző formái a kenyérnek, beleértve a kenyér alakú állatokat. III. Ramszesz sírja a Királyok völgyében, 20. dinasztia.

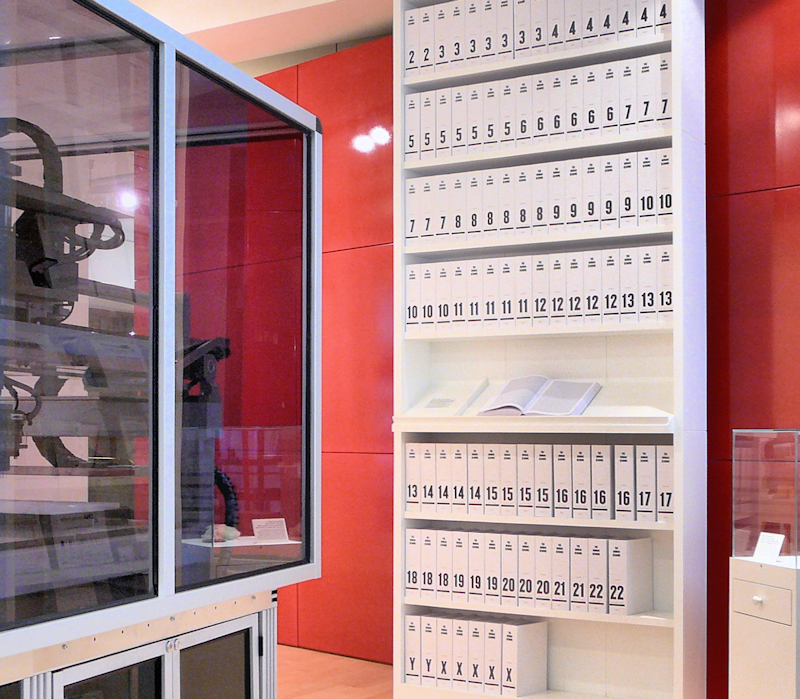
Az első nyomtatott formában megjelent könyv az emberi genomról, amely, mint egy könyvsorozat, a "Medicine Now" szobában a Wellcome Collection-ben látható Londonban. A 3,4 milliárd egység DNS-kódot átírták a több mint száz kötetnyi, ezer oldalas könyvekbe, alig olvasható betűmérettel.

A biotechnológia kronológiája (angolul: timeline of biotechnology) az élőlények segítségével végzett technológiák történetének időbeli eseményeit írja le. Tágabb értelemben minden, az alap és alkalmazott biológiai tudományágban használatos technológiák történetének kronológiája. A biotechnológia meghatározása nehéz feladat. Mind a mai napig, minden a biotechnológiával foglalkozó tanulmány azzal kezdi, hogy hosszú oldalakon keresztül definiálja és újradefiniálja magát. Számos definíció létezik, melyek közül egy sem vált mindenhol elfogadottá. A biotechnológia pragmatikusan két szinten definiálható. Mint tudomány- és alkalmazási terület.
A molekuláris biológia forradalmát tapasztalhatjuk napjainkban a számítástechnika és az elektronika mellett, amely a biotechnológiában csúcsosodik ki. E forradalom fő jellemzője a rohamosan gyarapodó ismeretek a molekuláris szintű biológiai folyamatok megértésében és a biológiai ismeretek alkalmazása az orvoslásban, az iparban és a mezőgazdaságban. A forradalom valójában a molekuláris genetikában zajlik, nem az egész molekuláris biológiában.
A transzlációs medicina és biotechnológia paradigmaváltást hozott az orvostudományban. Paradigmaváltás a gyógyításban, amely magában foglalja az ember biológiájának mélyebb megismerését és a gyógyítást is. A gyógyításban elsőként a molekuláris diagnosztikában várható áttörés, mely a különféle betegségek kimutatását és előrejelzését jelenti. A terápiában a személyre-szabott gyógyítás (personalized medicine: orvosi genomika, farmakogenomika, nutrigenomika) megteremtése az elérendő cél.

## Történelem előtti idők
Nem tudni, hogy mikor kezdődött pontosan a biotechnológia, amelynek korai kezdeményei az élelmiszer- és egyéb emberi szükségletekre összpontosított.
- i. e. 30000 - Első háziasított állatok a biotechnológia őskorának első mérföldköve, amely a mesterséges szelekciót képviseli.[3][4][5]

## Ókor
Korai alkalmazások és spekulációk a Nílus mentén.

### I. e. 7000 – 3000
- I. e. 7000 - Kínaiak felfedezik az erjedés útján történő sörgyártást.
- I. e. 6000 - Joghurt és sajt készítése tejsavtermelő baktériumok segítségével különböző kultúrákban.
- I. e. 3600 - Az asszíriai és babilóniai papok már mesterséges megporzást alkalmaztak, ami a következő mérföldkövet képviseli a biotechnológia történetében (első keresztezések)
- I. e. 3500 - Az első fermentáló technológiát a sumer és babilóniai sörgyártásban alkalmazták először.
- I. e. 3400 Az egyiptomi kenyér gyártástechnológiája élesztővel, a joghurtgyártás baktériumokkal, gyümölcslevek alkoholos erjesztéssel készültek. A sajtgyártás, bor-, sör- és ecetgyártás fermentációval valósult meg 5000 évvel ezelőtt.[5]
- i. e. 3150 k. - Az egyik egyiptomi első fáraó, I. Skorpió sírjából származó korsó tartalmát elemezték Dr. McGovern és kollégái. Azt találták, hogy a maradék anyag egy már régen elpárologott folyadékból származik, amely tartalmazott kalcium-tartarátot, ami a szőlőből készült termékek biológiai markere. Miután megállapították, hogy a DNS-fragmens borélesztőt jelzett azt bizonyítja, hogy a korsóban talált anyag szőlőtermék, azaz bor volt. A kutatók arra is találtak bizonyítékot, hogy fagyanta révén a bort tartósították, amelynek antioxidáns hatása megakadályozta a további fermentációt, a bor ecetesedését.[6]

### I. e. 3000 - 0
- I. e. 2500 - Sörkészítés és Söráldozat Nin-Harra istennőnek. Monument Blau, agyagtábla, Sumér Birodalom
- I. e. 2000 - Borkészítés Asszíriában.
- I. e. 500 - Az első antibiotikum: penészes szójatúrót használnak gyulladások, kelések kezelésére Kínában.
- I. e. 420 - Szókratész (470?–399) felveti a genetika első problémáját: Miért nem hasonlítanak a fiúszülöttek mindenben apjukra?
- I. e. 250 - A görögök vetésforgót alkalmaznak maximális talajtermékenység elérésére.
- I. e. 0 - Sörkészítés a keltáknál és a germánoknál is.

### I. sz. - 0 – 476
- I. sz. 100 körül - Az első inszekticid: porított krizantém (Kína).
- 3. század - Marcus Aurelius Probus: szőlőtelepítés Germániában.

## Középkor
A biotechnológia a középkorban is fejlődött.
- 1150 - Kelták, germánok - etanol előállítása borból
- 1300 - Mexikó: az aztékok algát aratnak a :tavaikból élelmiszerként.
- 1320 - Egy arab törzsfő először alkalmaz mesterséges megtermékenyítést „szuper ló” kitenyésztése céljából.
- 1360 - Orleans-i módszer az ecetgyártásban

## Újkor

### Pasteur előtti korszak (1865 előtt)

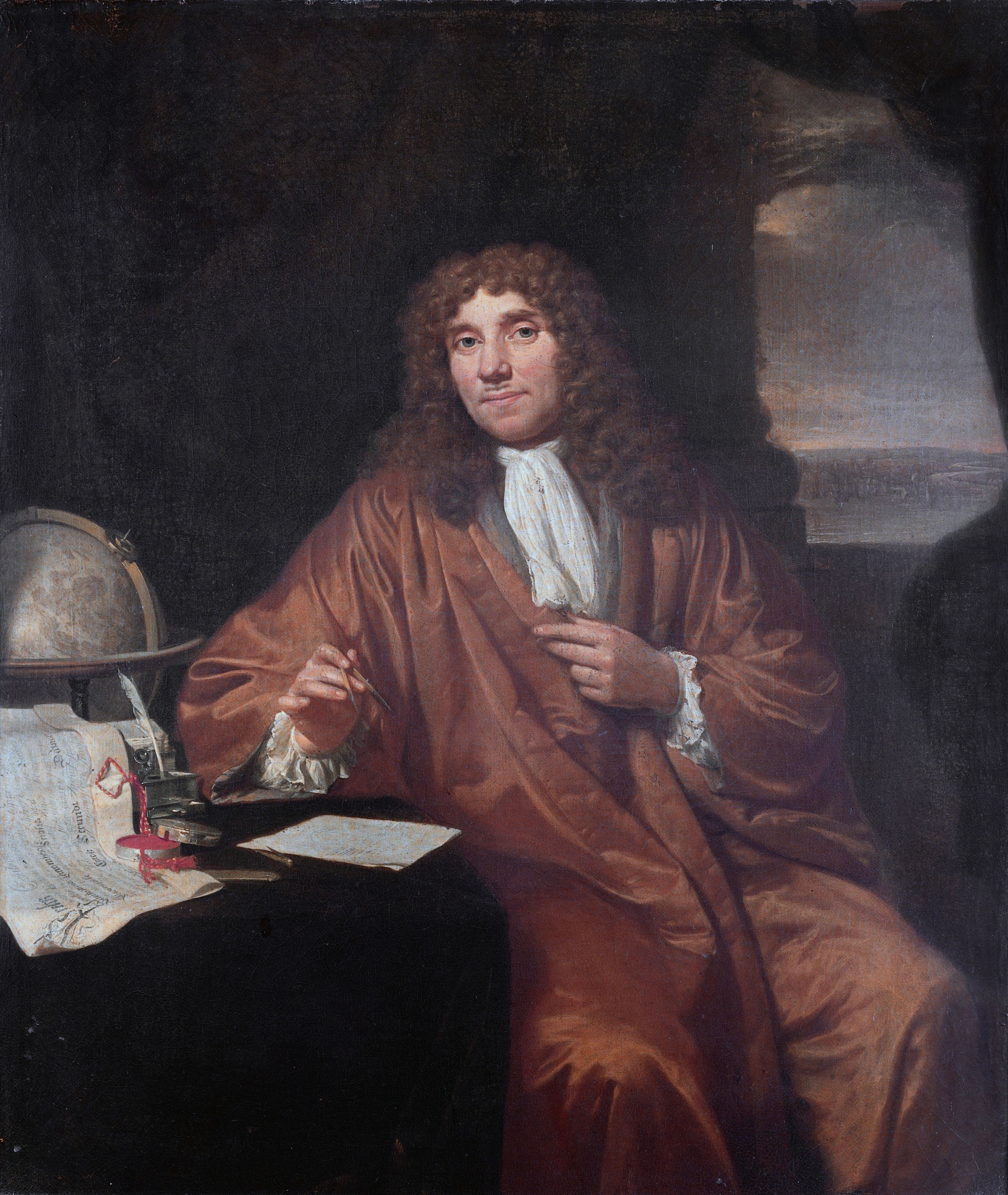
Antonie van Leeuwenhoek a mikroszkóp felfedezője.

Az ősi kultúrák fejlesztése. Az ősi módszerek széles körben való elterjedése, különösen az erjedés felhasználása, a módszerek ipari termelésre való átállása.
- 1590 Janssen: mikroszkóp feltalálása.
- 1630 William Harvey megállapítja, hogy a növények és állatok egyaránt szexuálisan szaporodnak.
- 1650 után - Mesterséges gombatenyésztés Franciaországban.
- 1663 - Hooke: sejtek létezésének felfedezése.
- 1673 - Anton van Leeuwenhoek a mikroszkóp felfedezésével a biotechnológia hőskorának kezdetét jelentette: protozoák, baktériumok leírása, fermentáció, spermiumok felfedezése - szexuális szaporodás
- 1700 - Camerarius, Rudolf Jakob (Camerer, 1665–1721) német botanikus bizonyítja, hogy a virágoknak is vannak szexuális szervecskéik.
- 1761 - Kölreuter, Joseph Gottlieb (1733–1806) német botanikus leírja az első keresztezést különböző fajtájú növények között.
- 1796 - Fehérjék terápiás felhasználásának első esete Edward Jenner (1749–1823) angol orvos nevéhez fűződik, aki "fehérje vakcinaként" tehénhimlőt használt a feketehimlő megelőzésére. Edward Jenner kifejleszti az első vakcinát a himlő ellen (vaccinus = tehénből eredő).
- 1800-as évek - Sejt teória Schleiden, Schwann, majd Virchow
- 1818 - Erxleben: fermentációs folyamatok felfedezése
- 1828 - a karbamid szintézise
- 1838 - Schleider–Schwann-sejtelmélet: „Every cell arises from a cell.”
- 1850 - Semmelweis Ignác
- 1857 - Pasteur: a fermentációért mikrobák, élesztők a felelősek; a tejsavas erjedés leírása.
- 1858 - Traube feltételezi, hogy a fermentációt enzimek végzik.
- 1859 - Darwin megjelenteti az „On the origin of species” c. munkáját.
- 1863 - „pasztörizálás” L. Pasteur – erjedés mikróbákkal
- 1865 - Gregor Mendel

### Pasteur-korszak (1865–1940)

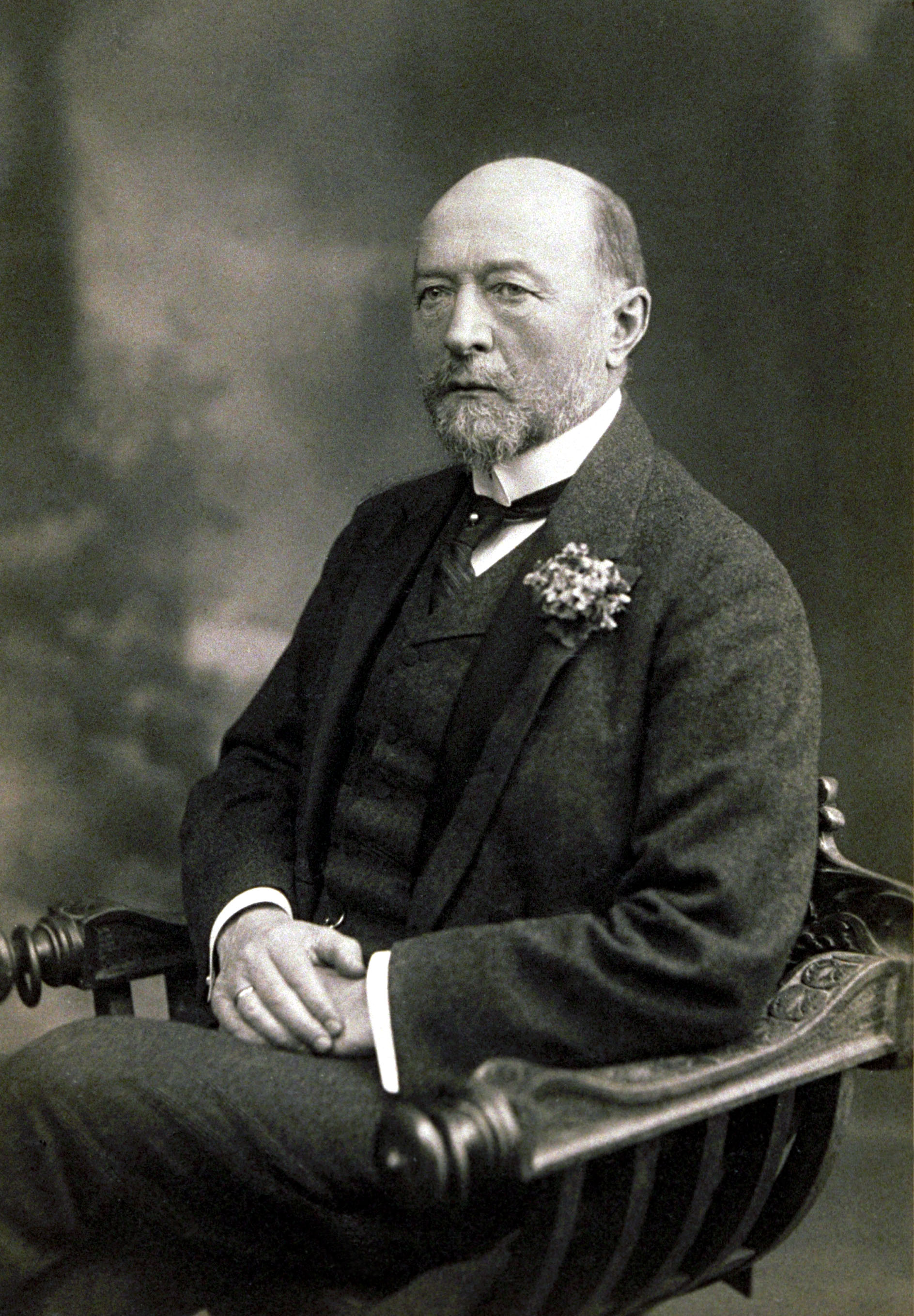
Emil von Behring (1854-1917), orvosi Nobel-díj a diftéria antitoxinjáért

Az élet és halál csodái egyre kisebbek és kisebbek.
- Etanol, butanol, aceton, glicerin
- Szerves savak (citromsav) stb.
- Aerob szennyvíztisztítás
- 1865 – 84 Luis Pasteur
- 1873 - 95 - Robert Koch: baktériumtelepek növesztése agaron, számos baktérium leírása
- 1876 - Wilhelm Kühne – enzim, miozin, tripszin
- 1879 - Hansen felfedezi az Acetobactereket
- 1880 - legyengített kórokozókkal immunizálás
- 1881 - Tejsav fermentációs előállítása.
- 1882 - Robert Koch azonosítja a tbc-t okozó baktériumot.
- 1884 - veszettségvakcina kidolgozása
- 1885 - Mesterséges gomba termesztés az USA-ban.
- 1890 - Szérum terápia a diftéria, (torokgyík) gyógyítására (Emil von Behring)
- 1893 - Koch és Pasteur a fermentációs eljárást szabadalmaztatja.
- 1897 - E. Büchner – sejtmentes ferment, megállapítja, hogy az élesztőben erjesztő enzimek vannak.
- 1900 - Az első kommunális szennyvíztisztító telepek megépülnek Berlinben, Hamburgban, Münchenben Párizsban és egyebütt.
- 1900 - A kromoszómaelmélet általánossá válik.
- 1902 - Haberland: elsőként próbálkozott növények vegetatív sejtjeinek tenyésztésével táptalajon
- 1902 - Az IMMUNOLÓGIA fogalom megjelenése.
- 1906 - Paul Ehrlich: Salvarsan, az első kemoterapeutikum
- 1908 - Calmette és Guerin: BCG-vakcina a tbc ellen (bevezetve: 1921).
- 1910 - Thomas H. Morgan bizonyítja, hogy a gének a kromoszómákon lokalizálódnak.
- 1913 - röntgen-krisztallográfia
- 1915 - A pékélesztőgyártás ún. német eljárásának bevezetése.
- 1914–16 - Pékélesztő és takarmányélesztő nagyvolumenű gyártása Delbrück, Hayduck és Hanneberg vezetésével.
- 1916 - Weizmann eljárása az aceton-butanol fermentációra.
- 1915 - Először találnak bakteriofágot, baktériumvírust.
- 1915–16 - Szulfitos eljárás glicerinfermentációra.
- 1919 - A BIOTECHNOLÓGIA szó először jelenik meg nyomtatásban: Ereky Károly magyar gépészmérnök tollából.
- 1920-tól - Felületi citromsav fermentációja.
- 1922 - Az első fehérjegyógyszerként az inzulint alkalmazták, ez az eljárás Banting és Best nevéhez fűződik.
- 1928 - Alexander Flemming: penicillin felfedezése
- 1937 - Mamoli és Vercellone felfedezik a mikrobiális transzformációk lehetőségét.
- 1938 - Franciaországban elkezdik gyártani a B. thuringiensis toxin inszekticidet.
- 1938 - A „molekuláris biológia” kifejezés megszületik.

## Legújabb kor

### Az antibiotikum-korszak (1940–1952)
Közeledés a DNS-hez.
- Penicillin: süllyesztett fermentációs technológia; Antibiotikumok; Állati sejttenyésztés vírus elleni oltóanyagok stb.
- Mikrobiális szteroidok transzformációja[7]
- 1941 Beadle–Tatum: „egy gén egy enzim” elmélet.
- 1941–44 - A penicillin ipari gyártása elkezdődik.
- 1944 - Schatz és Waksman felfedezik a streptomicint. Sanger bevezeti a kromatográfiát az inzulin szekvenálására. Avery bizonyítja, hogy a DNS hordozza a genetikai információt, genetikai transzformáció – a transzformáló anyag a DNS.
- 1946 - Tatum és Lederberg felfedezik a konjugációt.
- 1946 - Hagyományosan az embergyógyászatban használható humán vagy állati eredetű fehérjéket természetes proteinforrásokból izolálták, bonyolult fehérjetisztítási eljárások során. Ilyen proteinforrásoknak számítanak az emberi vagy állati szövetek, mint például a vér is. A véralvadási rendellenességek kezeléséhez használatos vérfehérjéket (VIII és IX véralvadási faktorok), több más készítményhez hasonlóan, az 1946-ban kidolgozott Cohn-frakcionálással izolálták. Az ellenmérgek, antidotumok vagyis antiszérum készítéséhez először a mérget nyerik ki az állatokból, majd ezekkel a komplex fehérjekeverékekkel állatokat
- 1948 - Duggar felfedezi a klórtetraciklint.
- 1949 - Megindul a szubmerz ecetsav termelés. A B12 vitamin fermentációs előállításának kezdete. Ipari léptékű biotranszformációk kezdete.
- 1950 - 53 - James Watson, Francis Crick és Wilkins: DNS szerkezet
- 1951 - HeLa sejtek: Henrietta Lacks nevű beteg sejtjei, George Gey indította a kultúrát. Sejtek növelhetők és szaporíthatók in vitro kultúrában[8]
- 1952 - Az agammaglobulinaemia (közönséges variabilis immundeficiencia) gyógyítása tisztított immunglobulin G-vel (ivIG, Humaglobin, stb.)
- 1952 - L. Pauling – fehérjeszerkezet
- 1952 - Rosalind Franklin 1952-ben a londoni King’s College-ban a „Photograph 51” néven ismert felvételt a DNS-ről, melynek alapján fény derült annak kettős hélix szerkezetére, amit a köznyelv kettős spirálnak hív.
- 1952 - Erwin Chargraff 1. szabálya megjelenik, vagyis az adenin bázisok egyenlő számúak a timin bázisok számával és a guanin bázisok egyenlők a citozin bázisok számával.

### Az antibiotikum utáni korszak (1953–1973)
A DNS kutatás táguló határai.
- 1953 - F. Sanger – inzulin szekvencia
- 1953 - a DNS, kettős spirál, létraszerkezet Watson és Crick felfedezése.
- 1955 - Az állati szövet kémiailag definiált közegben szaporítható.
- 1955–60 Szubmerz citromsav fermentáció
- 1956 - Kornberg felfedezi a DNS polimeráz enzimet.
- 1957 - Kinoshita és munkatársai: glutaminsav fermentáció
- 1958 - 60 - J. Kendrew & M. Perutz – mioglobin és hemoglobin térszerkezet
- 1959 - JACOB és MONOD: genetikai (génszintű) szabályozás felfedezése.
- Aminosavak; Egysejt-fehérjék (SCP); Enzimek alkalmazása mosószerekben; Immobilizált enzimek és sejtek; Anareob szennyvíztisztítás (biogáz); Poliszacharidok mikrobiológiai előállítása (xanthán)
- 1960 - Növények vegetatív mikroszaporítása.
- 1961 - Nierenberg poly-U szintézise, UUU a Phe-t kódolja.
- 1962 - Watson, Crick és Wilkins Nobel-díjat kapnak.[9]
- 1965 - Egér és emberi sejtet fuzionáltatnak.
- 1966 - A genetikai kód megfejtése.
- 1969 - Az első in vitro enzim szintézis
- 1970 - Először izolálnak reverz transzkriptázt.
- 1971 - Protoplasztból a növény regenerálható.
- 1972 - Első sikeres DNS-klónozás.
- 1973 - Rekombináns DNS-módszerek: „genetic engineering”[10]

## Az új biotechnológiák korszaka (1973–1999)
A biotechnológia érkezése.
- 1973 - modern, orvosi biotechnológia kezdete: Stanley Cohen és Herbert Boyer rekombináns DNS-t illesztenek egy baktériumba, amely szaporítani, vagyis klónozni kezdi az idegen DNS-t. A génsebészet megkezdi működését. Rekombináns DNS technika (génsebészet): új kombinációjú öröklési anyag létrehozása oly módon, hogy vektorral DNS-szakaszt gazdasejtbe juttatnak, ahol az a gazdasejt DNS-éhez kapcsolódva többszöröződésre képes.
- 1973 - Az első génklónozás
- 1974 - Génsebészet
- 1975 - Hibridóma-technológia: monoklonális ellenanyagok
- 1975) - A monoklonális antitesttermelés elvének és gyakorlatának kidolgozása Köhler és Milstein nevéhez fűződik.
- 1975 Moratórium Asilomarban az rDNS-kísérletekre. Első monoklonális AB (antitest) termelése.
- 1976 Megalakul a GENENTECH, az első géntechnikai vállalat. Restrikciós enzimek felfedezése.
- 1977 A Genentech bejelenti az első humán fehérje baktériummal történő előállítását: szomatosztatin.
- 1978 Paradicsom és burgonya szomatikus hibridizációja (POMATO).
- 1978 - A Genentech, amely egyike az első génsebészettel foglalkozó cégeknek, a rekombináns DNS technika segítségével emberi inzulin gyártásába kezdett
- 1980 A Chakrabarty-eset: az USA megengedi genetikailag módosított létforma szabadalmaztatását: „superbug”: szénhidrogénfaló mikroba. „Anything under the sun that is made by the hand of man is patentable” (USA Suprem Court, 1980).
- 1980 - Monoklonális diagnosztikai vizsgálatok
- 1981 - Az első transzgénikus emlős (egér).
- 1982 - Az első rDNS állati vakcina (kólibacilus elleni oltóanyag forgalmazásának engedélyezése)
- 1982 - Az első rDNS gyógyszeripari termék (humán inzulin) forgalmazásának engedélyezése
- 1983 - eredetű gén beépítése magasabb rendű növénybe
- 1983 - Kary Mullis (CETUS) kifejleszti a PCR technikát.
- 1985 - Az első engedély genetikailag módosított szervezetek szabad környezetbe kibocsátásra
- 1986 - Az első egér-monoklonális antitestterápia kifejlesztése a transzplantációt követő rejekciós epizódok kezelésére (Muromonoab-OKT3)
- 1988 - Az emberi géntérkép felderítését célul tűzik ki (NIH)
- 1988 - Első alkalommal szabadalmaztatnak rák génjével fertőzött génmanipulált állatot (egeret)
- 1989 - A biológiai helyreállításra terelődik a figyelem: a mikrobákkal feljavított műtrágyát sikeresen alkalmazzák az olajszennyeződés elleni küzdelemben
- 1990 - Vírusnak ellenálló dohány kerül forgalomba (az első transzgénikus növény)
- 1990 - Rekombináns renin, (sajtgyártásban felhasznált enzim) forgalmazása
- 1990 - Génsebészetileg előállított bionövényvédő szerek nagy léptékű kipróbálása
- 1990 - Első alkalommal engedélyezik az emberi génterápia klinikai alkalmazását
- 1990 - A Humán genom projekt elindul(HUGO).
- 1992 - Birkaklónozás: az állati sejt is totipotens.
- 1996 - A teljes élesztőgenom ismert.
- 1994 - Antitest-kimérák (Abciximab-ReoPro (Gp IIb-IIIa)
- 1995 - az első teljes genomtérképet 1995-ben készítették el (egy baktériumra), de ma már több, mint 1500 faj genetikai térképe ismert
- 1996 - USA: az első genetikailag módosított (GMO) kukorica és szójatermés
- 1997 - Rituximab-Rituxan (CD20)
- 1998 - Humanizált ellenanyagok (complementarity-determining region; CDR-grafted) mAb, Trastuzumab-Herceptin (Her2/Neu) és Infliximab-Remicade (TNFa)

## A biotechnológia forradalma (2000 - )
A biotechnológia forradalmasítja a tudományos életet.
- 2002 - teljesen humán ellenanyagok (phage display–derived Adalimumb-Humira (TNFa)
- 2000 - 2003 - HGP (F. Collins) & Celera (Venter) – humán genom
- 2006 - transgenic mouse-derived Panitumumab-Vectibix (EGFR)
- 2011-ben 29 gyógyszert gyártó cég érdekelt a monoklonális antitest-alapú terápiák területén, összesen 52 termékkel. Ezek indikációi több száz betegségre terjednek ki, és évente mintegy 40 milliárd US dolláros :forgalmat eredményeztek. A fenti, és hasonló más szerek kifejlesztésének sikere lehetővé tette, hogy korábban kezelhetetlen, vagy csak nem-specifikus módon kezelhető betegségek sikerrel befolyásolhatók, sőt egyes esetekben gyógyíthatók legyenek. Ezek a betegségek az :autoimmun-gyulladásos és a daganatos betegségcsoportokba tartoznak.
- 2012 - Piacra került az első, növényekben készült gyógyszer. Az US FDA jóváhagyott egy genetikailag módosított növényi sejtben előállított gyógyszert. A hírt ünneplők között ott vannak a „biopharming” koncepcióját támogató tudósok is. Az Elelyso elnevezésű gyógyszer (taligluceráz alfa) enyhíti a Gaucher kórban szenvedő betegek tüneteit. Ez a ritka lizoszomális tárolási rendellenesség különféle problémákat okoz, a csontfertőzésektől kezdve a vérszegénységig. A Protalix Biotherapeutics izraeli biotechnológiai vállalat tudósai módszert dolgoztak ki a beteg emberekből hiányzó enzim sárgarépasejtekben való előállítására: az enzimet kódoló gént beültették a sárgarépasejtekbe. A klinikai vizsgálatok során megállapították, hogy az e forrásból származó enzimmel (taligluceráz alfa) kezelt betegek állapota legalább olyan jó, mint azoké, akik egy másik, a gyógyszerpiacon kapható enzimpótló készítményt, a Cerezyme-t kapják.[11]
- 2013 - Befejezett genom projektek - 725 eubaktérium, 38 archea, 20 protista, 47 gomba, 3 növény, 43 állat (17 emlős).
- 2013 - Genomok információtartalma - ~25.000 gén 3200 Mbyte Homo sapiens